# Campionat d'Europa d'atletisme en pista coberta de 1970
El Campionat d'Europa d'atletisme en pista coberta de 1970 (en alemany: Leichtathletik-Halleneuropameisterschaften 1970) fou la primera edició del campionat i reemplaçà els anteriors Jocs Europeus en pista coberta que s'havien realitzat entre els anys 1966 i 1969. La competició es digué a terme a la ciutat de Viena (Àustria) entre els dies 14 i 15 de març de 1970 sota l'organització de l'Associació Europea d'Atletisme (AEA) i la Federació Austríaca d'atletisme.
La competició se celebrà al Wiener Stadthalle de Viena.

## Participants
Hi participaren un total de 281 atletes de 23 nacions diferents:
- Àustria (21)
- Bèlgica (6)
- Bulgaria (7)
- Dinamarca (4)
- Espanya (8)
- Finlàndia (4)
- França (21)
- Grècia (1)
- Hongria (8)
- Irlanda (3)
- Itàlia (9)
- Iugoslàvia (8)
- Noruega (7)
- Països Baixos (3)
- Polònia (26)
- Regne Unit (12)
- RDA (15)
- RFA (33)
- Romania (10)
- Suècia (7)
- Suïssa (5)
- Turquia (4)
- Txecoslovàquia (14)
- Unió Soviètica (45)

## Resutats

### Categoria masculina
| Event                        | Or                                                                                      | Or      | Plata                                                                           | Plata   | Bronze                                                                       | Bronze  |
| 60 metres llisos detalls     | Valeri Borzov (URS)                                                                     | 6.6     | Zenon Nowosz (POL)                                                              | 6.7     | Jarkko Tapola (FIN)                                                          | 6.7     |
| 400 metres llisos detalls    | Aleksandr Bratchikov (URS)                                                              | 46.8    | Andrzej Badeński (POL)                                                          | 46.9    | Yuriy Zorin (URS)                                                            | 48.4    |
| 800 metres llisos detalls    | Yevgeniy Arzhanov (URS)                                                                 | 1:51.0  | Juan Borroz (ESP)                                                               | 1:51.9  | Jože Međimurec (YUG)                                                         | 1:51.9  |
| 1500 metres llisos detalls   | Henryk Szordykowski (POL)                                                               | 3:48.8  | Frank Murphy (IRL)                                                              | 3:49.0  | Volodymyr Panteley (URS)                                                     | 3:49.8  |
| 3000 metres llisos detalls   | Ricky Wilde (GBR)                                                                       | 7:46.85 | Harald Norpoth (FRG)                                                            | 7:49.50 | Javier Álvarez (ESP)                                                         | 7:52.45 |
| 60 metres tanques detalls    | Günther Nickel (FRG)                                                                    | 7.8a    | Frank Siebeck (GDR)                                                             | 7.8a    | Guy Drut (FRA)                                                               | 7.8a    |
| relleus 4x400 metres detalls | Unió SovièticaYevgeniy Borisenko · Yuriy Zorin · Boris Savchuk · Aleksandr Bratchikov   | 3:05.9  | PolòniaJan Werner · Stanisław Grędziński · Jan Balachowski · Andrzej Badeński   | 3:07.5  | RFADieter Hübner · Karl-Hermann Tofaute · Ulrich Strohhacker · Helmar Müller | 3:10.7  |
| relleus 2800 metres detalls  | Unió SovièticaAleksander Konnikov · Sergey Kryuchek · Vladimir Kolesnikov · Ivan Ivanov | 6:18.0  | PolòniaEdmund Borowski · Stanisław Waśkiewicz · Kazimierz Wardak · Eryk Żelazny | 6:18.8  | RFAHorst Hasslinger · Lothar Hirsch · Manfred Henne · Ingo Sensburg          | 6:19.6  |
| Salt d'alçada detalls        | Valentin Gavrilov (URS)                                                                 | 2.20    | Gerd Dührkop (GDR)                                                              | 2.17    | Șerban Ioan (ROM)                                                            | 2.17    |
| Salt amb perxa detalls       | François Tracanelli (FRA)                                                               | 5.30    | Kjell Isaksson (SWE)                                                            | 5.25    | Wolfgang Nordwig (GDR)                                                       | 5.20    |
| Salt de llargada detalls     | Tõnu Lepik (URS)                                                                        | 8.05    | Klaus Beer (GDR)                                                                | 7.99    | Rafael Blanquer (ESP)                                                        | 7.92    |
| Triple salt detalls          | Viktor Sanyeyev (URS)                                                                   | 16.95   | Jörg Drehmel (GDR)                                                              | 16.74   | Șerban Ciochină (ROM)                                                        | 16.47   |
| Llançament de pes detalls    | Hartmut Briesenick (GDR)                                                                | 20.22   | Heinz-Joachim Rothenburg (GDR)                                                  | 19.70   | Pierre Colnard (FRA)                                                         | 18.96   |

### Categoria femenina
| Event                        | Or                                                                                           | Or     | Plata                                                                           | Plata  | Bronze                                                                                      | Bronze |
| 60 metres llisos detalls     | Renate Meissner (GDR)                                                                        | 7.4    | Sylviane Telliez (FRA)                                                          | 7.5    | Wilma van den Berg (NED)                                                                    | 7.5    |
| 400 metres llisos detalls    | Marilyn Neufville (GBR)                                                                      | 53.01  | Christel Frese (FRG)                                                            | 53.13  | Colette Besson (FRA)                                                                        | 53.63  |
| 800 metres llisos detalls    | Maria Sykora (AUT)                                                                           | 2:07.0 | Liudmila Bràguina (URS)                                                         | 2:07.5 | Zofia Kołakowska (POL)                                                                      | 2:07.6 |
| 60 metres tanques detalls    | Karin Balzer (GDR)                                                                           | 8.2    | Liya Khitrina (URS)                                                             | 8.2    | Teresa Sukniewicz (POL)                                                                     | 8.5    |
| relleus 4x200 metres detalls | Unió SovièticaNadezhda Besfamilnaya · Vera Popkova · Galina Bukharina · Lyudmila Samotyosova | 1:35.7 | RFAElfgard Schittenhelm · Annelie Wilden · Marianne Bolling · Annegret Kroniger | 1:37.6 | ÀustriaMaria Sykora · Brigitte Ortner · Christa Kepplinger · Hanni Burger                   | 1:40.8 |
| relleus 2000 metres detalls  | FrançaSylviane Telliez · Mireille Testanière · Colette Besson · Nicole Duclos                | 4:58.4 | RFAElfgard Schittenhelm · Heidi Gerhard · Christa Merten · Jutta Haase          | 5:01.1 | Unió SovièticaLyudmila Golomazova · Olga Klein · Nadezhda Kolesnikova · Svetlana Moshchenok | 5:02.2 |
| Salt d'alçada detalls        | Ilona Gusenbauer (AUT)                                                                       | 1.88   | Cornelia Popescu (ROM)                                                          | 1.82   | Rita Schmidt (GDR)                                                                          | 1.82   |
| Salt de llargada detalls     | Viorica Viscopoleanu (ROM)                                                                   | 6.56   | Heide Rosendahl (FRG)                                                           | 6.55   | Mirosława Sarna (POL)                                                                       | 6.54   |
| Llançament de pes detalls    | Nadejda Txijova (URS)                                                                        | 18.80  | Hannelore Friedel (GDR)                                                         | 18.39  | Marita Lange (GDR)                                                                          | 18.09  |

## Medaller
| Núm. | País           | Or | Argent | Bronze | Total |
| ---- | -------------- | -- | ------ | ------ | ----- |
| 1    | Unió Soviètica | 10 | 2      | 3      | 15    |
| 2    | RDA            | 3  | 6      | 3      | 12    |
| 3    | França         | 2  | 1      | 3      | 6     |
| 4    | Àustria        | 2  | 0      | 1      | 3     |
| 5    | Regne Unit     | 2  | 0      | 0      | 2     |
| 6    | RFA            | 1  | 5      | 2      | 8     |
| 7    | Polònia        | 1  | 4      | 3      | 8     |
| 8    | Romania        | 1  | 1      | 2      | 4     |
| 9    | Espanya        | 0  | 1      | 2      | 3     |
| 10   | Irlanda        | 0  | 1      | 0      | 1     |
| 10   | Suècia         | 0  | 1      | 0      | 1     |
| 12   | Finlàndia      | 0  | 0      | 1      | 1     |
| 12   | Països Baixos  | 0  | 0      | 1      | 1     |
| 12   | Iugoslàvia     | 0  | 0      | 1      | 1     |
|      | TOTAL          | 22 | 22     | 22     | 66    |